# قصبه

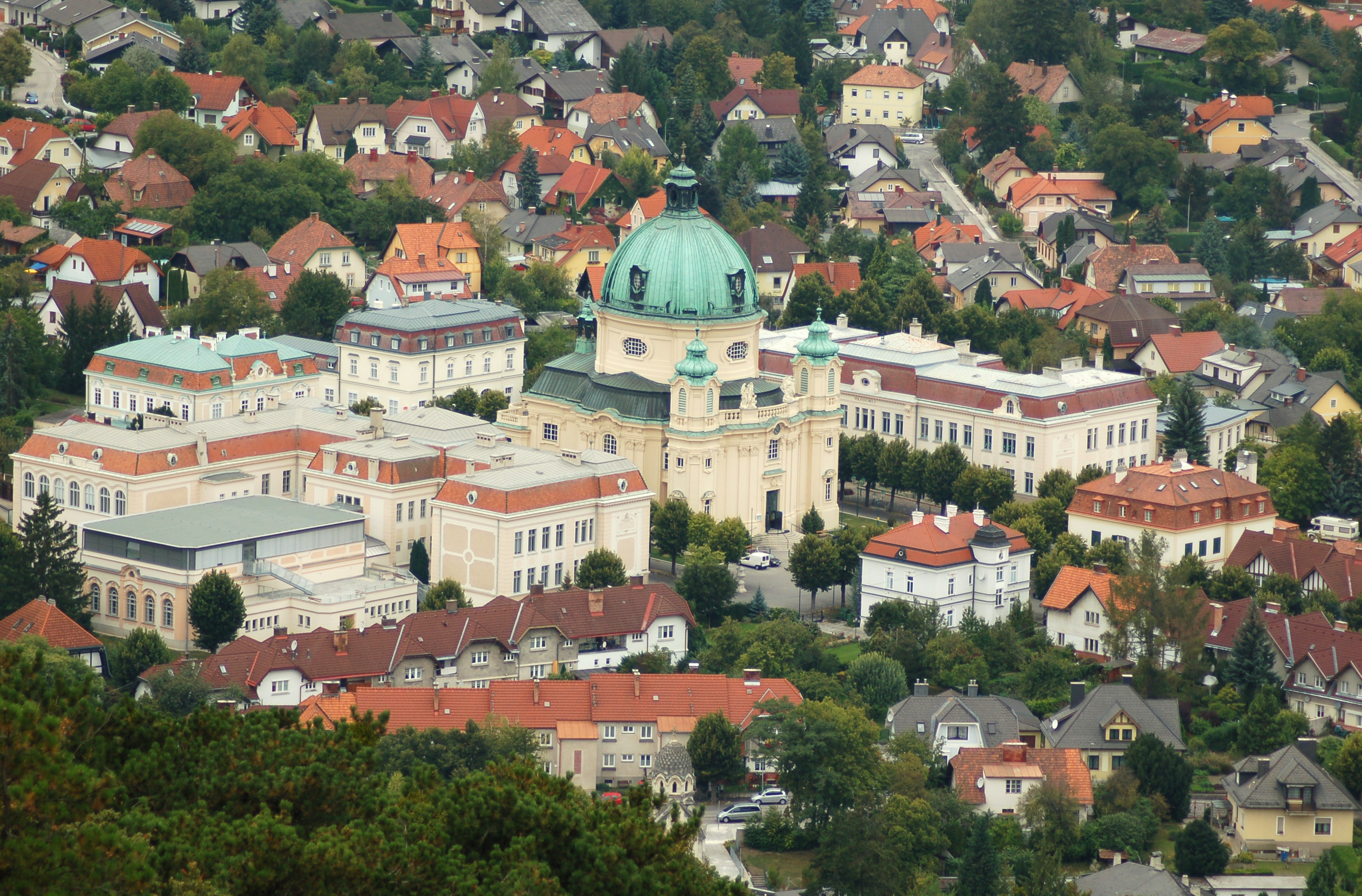
کلیسای قصبهٔ مارگارت قدیس در برندورف، اتریش. از دیدگاه تاریخی، کلیساهای قصبه‌ها در مرکز توجه مردمان مسیحی محلی بوده‌اند.

قصبه به آبادی بزرگی گفته می‌شود که از چند ده تشکیل شده باشد و مترادف آبادی، ده، دهات، دهکده، رستاق، روستا و قریه می‌باشد.
همچنین قصبه به بخش یا ناحیه قلمروی یک کلیسا گفته می‌شود که شامل بخشی از یک اسقف‌نشین است. قصبه زیر نظر معنوی و قضایی یک روحانی قصبه است؛ کسی که دارای یک یا تعداد بیشتری معاون است. از دیدگاه تاریخی، قصبه‌ها اغلب همان مناطق جغرافیایی ملوک اربابی را، اما در عین حال با داشتن حق تعریف املاک توسط کلیسای قصبی، شامل می‌شدند.
اصطلاح قصبه در حالت عام نه تنها برای اشاره به زمین‌های یک منطقه، که همچنین مردمی که در آن اجتماع زندگی می‌کردند و نیز دارایی‌های کلیسا درون آن منطقه به کار می‌رفته‌است. در انگلستان، زمین و دارایی‌های کلیسا در قاعده از آن روحانی قصبه بودند که به دلیل وابستگی او به آن قصبه، به وی واگذار می‌شدند.